# 王英偉

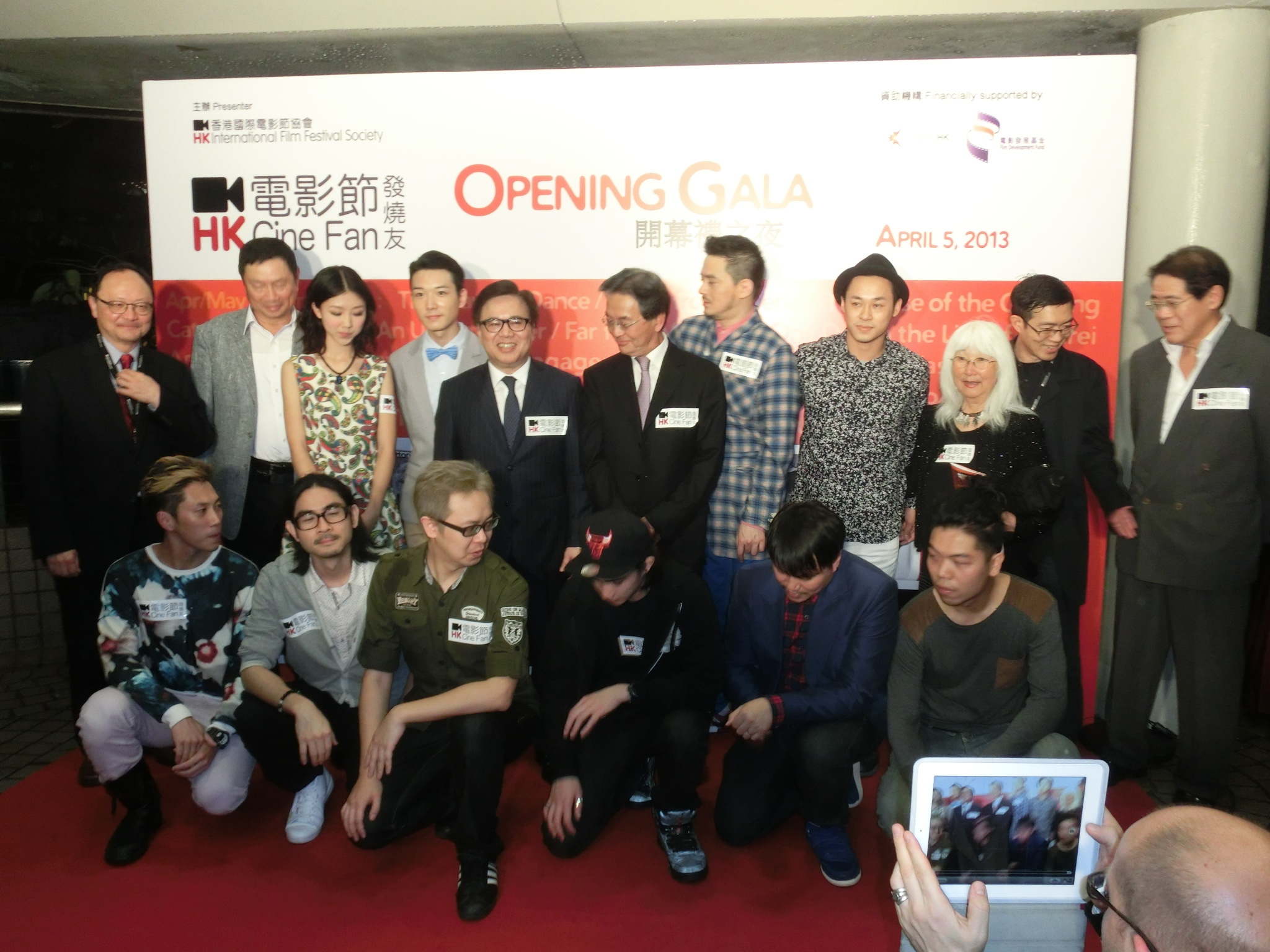
王英偉 - 站於圖中間後排

王英偉，大紫荊勳賢，GBS，JP（1952年10月8日—），香港企业家，前新昌營造主席兼行政總裁、香港藝術發展局前主席、浸會大學基金主席、香港公務員薪酬水平調查委員會主席，第九至十一屆港區全國人大代表。
現任為金沙中國有限公司董事會總裁、首席營運總裁及香港電影發展局主席。

## 生平
王英偉英治時期生於香港。小三至中七期間均就讀新法書院。
王英偉1975年香港大學經濟系畢業，畢業後加入政府任職政務主任，當了17年公務員。期間於1986年至1987年在美國哈佛大學取得公共行政碩士學位，亦分別在香港中文大學（管理學文憑、1979年至1981年）和英國牛津大學接受教育。 17 年之間歷任首席助理經濟司、副公務員事務司、及在1992年任工業署副署長。
王英偉歷任嘉華國際集團副行政總裁、恒基中國集團董事總經理、瑞安集團副主席兼常務總裁。他於2011年1月1日接替馬逢國出任香港藝術發展局主席。2007年獲香港特區政府頒授銀紫荊星章。2015年獲香港特區政府頒授金紫荊星章。
2020年5月尾，他參與支持《香港國家安全法》的聯署。（不過，文藝界的有關聯署其後被指造假，張寶華、蔣志光、大S、李巧靈矢口否認參與有關造假聯署，陳汝騫於2019年離世）
2022年，獲香港特區政府頒授大紫荊勳章。

## 家庭
王英偉於1981年12月與簡氏（Hayley）在香港結婚，育有二子，長子為歌手王梓軒。